# تينا هيرجولد
تينا هيرجولد (بالسلوفينية: Tina Hergold)‏ مواليد 18 أكتوبر 1981 في جمهورية يوغوسلافيا الاشتراكية الاتحادية، هي لاعبة كرة مضرب سلوفينية سابقة. أعلى تصنيف لها في الفردي كان 157. أعلى تصنيف لها في الزوجي كان 143.

## النهائيات

### الفردي (3–3)
| الحصيلة | الرقم | التاريخ        | الدورة                  | الأرضية | المنافس          | النتيجة            |
| ------- | ----- | -------------- | ----------------------- | ------- | ---------------- | ------------------ |
| الفوز   | 1.    | 12 يوليو 1999  | باشهيم، ألمانيا         | ترابية  | أدريانا جرسي     | 3–6, 7–6(7–4), 6–3 |
| الوصافة | 1.    | 16 أكتوبر 2000 | لارغو، الولايات المتحدة | صلبة    | بري ريبنير       | 2–6, 1–6           |
| الفوز   | 2.    | 4 مارس 2002    | ماكارسكا، كرواتيا       | ترابية  | ماريا وولفبراندت | 3–6, 6–3, 7–5      |
| الوصافة | 2.    | 25 مارس 2002   | فيلوثي، اليونان         | ترابية  | بيترا سيتكوفسكا  | 3–6, 2–6           |
| الفوز   | 3.    | 8 أبريل 2002   | ماكارسكا، كرواتيا       | ترابية  | إيفانا ليسجاك    | 6–4, 6–2           |
| الوصافة | 3.    | 7 أكتوبر 2002  | ماكارسكا، كرواتيا       | ترابية  | إيفانا ليسجاك    | 6–7(5–7), 7–5, 3–6 |

## روابط خارجية
- تينا هيرجولد على موقع رابطة محترفات التنس (الإنجليزية)
- تينا هيرجولد على موقع الاتحاد الدولي لكرة المضرب (الإنجليزية)
- تينا هيرجولد على موقع كأس بيلي جين كينغ (الإنجليزية)
- تينا هيرجولد على موقع خلاصة التنس.كوم (الإنجليزية)